# سفيتلانا ميتكانا
سفيتلانا ميتكانا (بالروسية: Светлана Александровна Меткина)‏ هي ممثلة روسية، ولدت في 7 يناير 1974 بموسكو في روسيا.

## وصلات خارجية
- سفيتلانا ميتكانا على موقع IMDb (الإنجليزية)
- سفيتلانا ميتكانا على موقع أول موفي (الإنجليزية)
- سفيتلانا ميتكانا على موقع قاعدة بيانات الفيلم (الإنجليزية)